# West Linn, Oregon
West Linn là một thành phố trong Quận Clackamas, tiểu bang Oregon,  Hoa Kỳ. Hiện tại West Linn là một khu ngoại ô phía nam thịnh vượng của thành phố Portland. West Linn có một lịch sử phát triển rất sớm, thúc đẩy bởi cơ hội thu nguồn năng lượng từ Thác Willamette. Nó được đặt tên theo Thượng nghị sĩ Lewis Fields Linn của Ste. Genevieve, Missouri người cổ vũ Hoa Kỳ chiếm Oregon để đối chọi lại sự tuyên bố chủ quyền của người Anh. Theo Điều tra Dân số Hoa Kỳ năm 2000, thành phố có tổng dân số là 22.261. Ước tính năm 2006 là 24.180 cư dân.

## Lịch sử

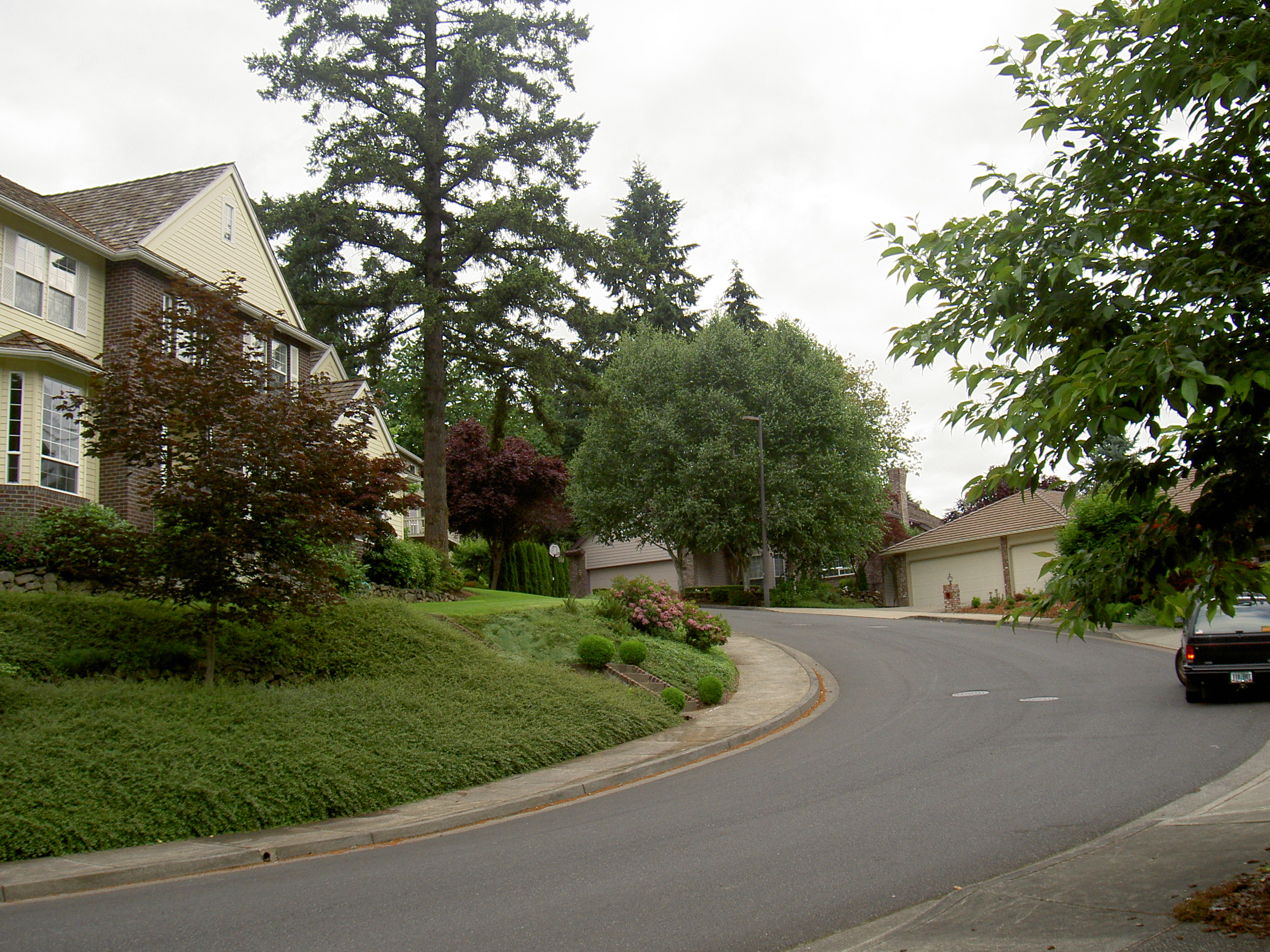
Đường phố tiêu biểu của West Linn, đoạn có đồi

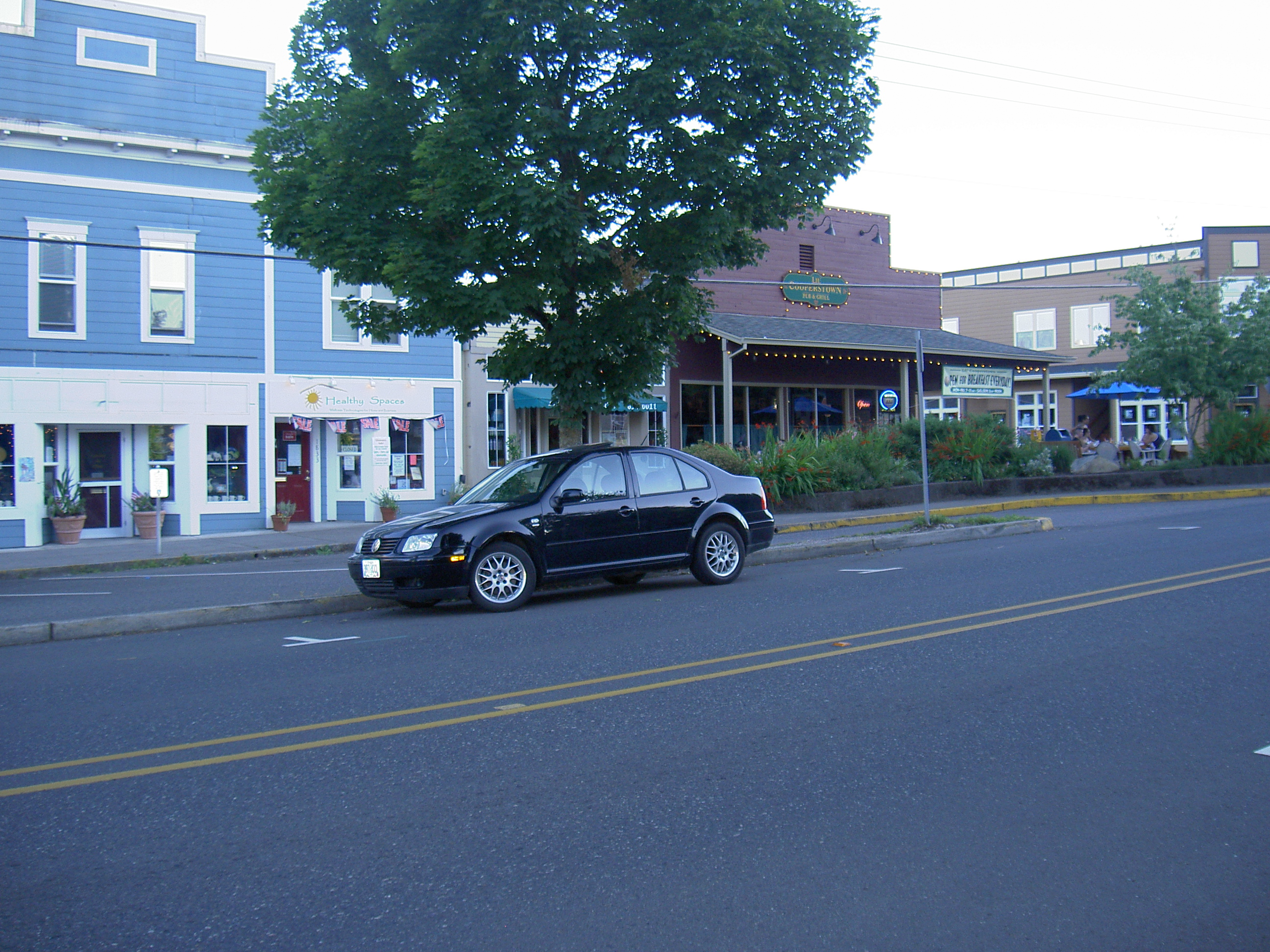
Khu Thương mại Willamette Lịch sử

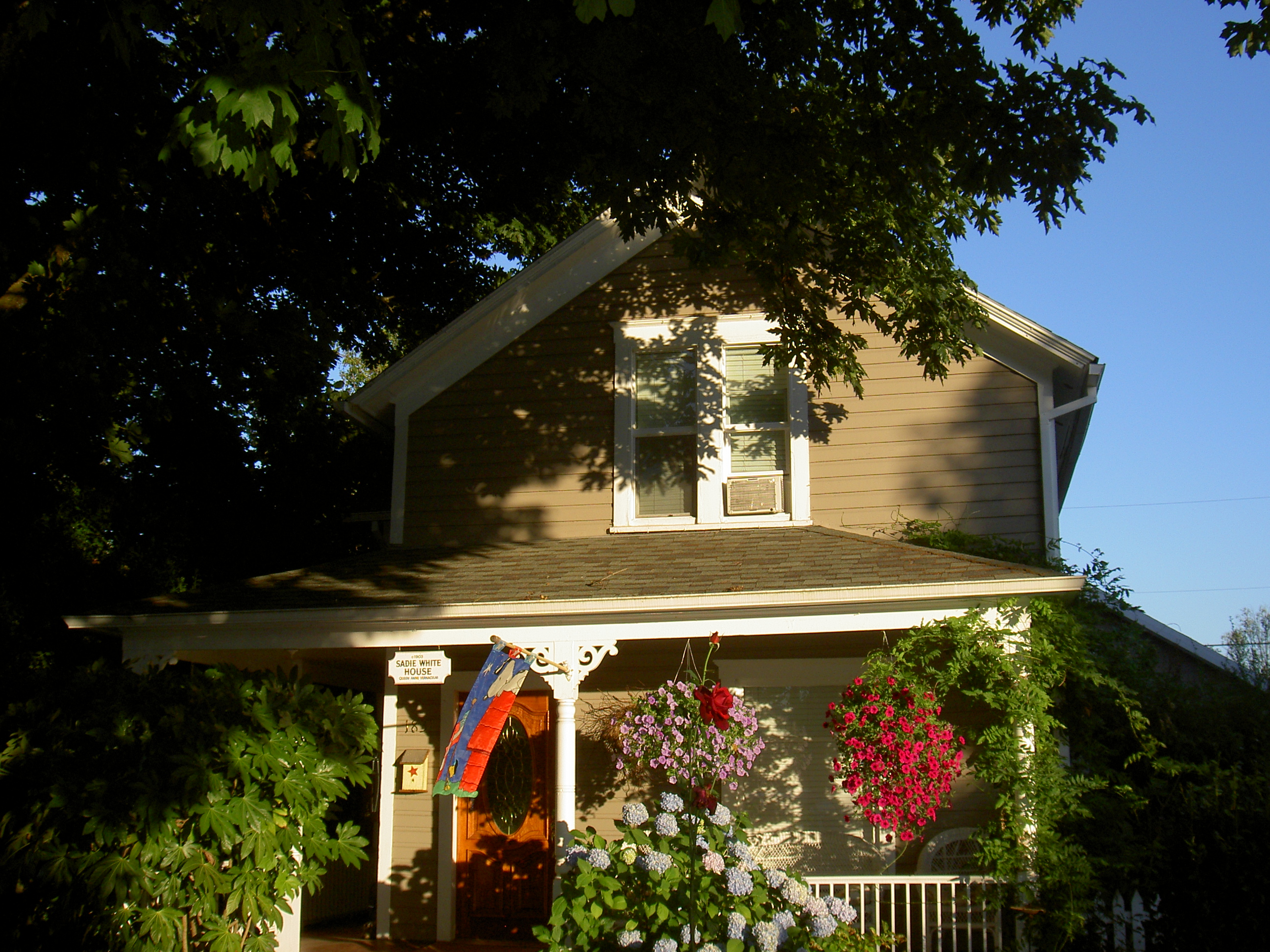
Nhà kiểu Nữ hoàng Anne lịch sử, Khu Willamette

Trung úy Robert Moore đến đây năm 1839 và trở thành thành viên cao cấp trong nỗ lực đầu tiên tạo một thuộc địa Mỹ ở Oregon. Chức vụ của ông là do ông phục vụ quân đội trong Chiến tranh năm 1812 mà trong đó ông phục vụ trong địa phương quân của Pennsylvania, có lẽ là một bác sĩ mặt trận. Sau một lần đi dạo quanh Thung lũng Willamette và Lồng chảo Columbia, Moore đã mua khoảng 1.000 mẫu Anh (4 km²) khu đất bên tây ngạn của Thác Willamette, phía bên kia Sông Willamette từ Oregon City. Ông phát họa lên một thành phố với tên là "Robin's Nest" đầu năm 1843. Ông cũng lập hồ sơ tuyên bố chủ quyền tạm thời với chính quyền Xứ Oregon lúc đó, mà không biết là việc chuyển nhượng đơn phương của ông có được luật pháp công nhận hay không. Lập pháp Lãnh thổ Oregon sau đó bỏ phiếu đặt tên lại cho nó thành Linn City ngày 22 tháng 12 năm 1845 để tưởng niệm Thượng nghị sĩ Lewis Fields Linn mà cũng từ tên đó Quận Linn cũng được đặt tên ông. Tiến sĩ Linn là một người hàng xóm và là bạn của gia đình Trung úy Moore từ thời họ là dân định cư ở Lãnh thổ Missouri.
Trong nhiều năm, Linn City là đối thủ thương mại và chính trị gây cấn của thành phố gần bên là Oregon City, nhưng nó gặp một loạt các khó khăn do người và tự nhiên gây ra, bao gồm cái chết của Moore vào tháng 9 năm 1857. Một trận lục lớn chấm dứt khu định cư của những người tiên phong tháng 11 năm 1861, khiến nhiều thành viên gia đình sống sót di tản ra khắp Tây Bắc Thái Bình Dương. Tuy nhiên, nhiều thập niên sau đó, khu làng khi xưa được tái phát triển thành một âu thuyền và khu công nghiệp; các công ty đời sau vẫn còn hoạt động đến bây giờ.
Thành phố West Linn hiện tại được tổ chức thành thành phố năm 1913 và nhập chung với thị trấn Willamette lân cận năm 1916 trong đó có những thị trấn/khu phát triển củ Bolton, Quận Multnomah, Sunset City, và West Oregon City.

## Địa lý
West Linn nằm ở vị trí 45°21′55″B 122°38′28″T / 45,36528°B 122,64111°TĐã đưa tham số không hợp lệ vào hàm {{#coordinates:}} (45.365201, -122.641024)1.
Theo Cục Điều tra Dân số Hoa Kỳ, thành phố có tổng diện tích là 20,5 km² (7,9 mi²). 19,1 km² (7,4 mi²) là đất và 1,3 km² (0,5 mi²) hay 6.57% là nước.
West Linn nằm giữa sông Willamette và sông Tualatin có đồi núi nhô lên chập trùng, đôi khi thẳng dốc từ các bờ sông. Khu vực gần hai con sông nói chung là được định cư trước tiên, sau đó là phát triển lên các khu đồi bên trong.

## Cư dân nổi tiếng
- Darlene Hooley - Dân biểu Hoa Kỳ
- Cade McNown - cầu thủ bóng bầu dục
- Mitch Williams - cầu thủ bóng chày  Lưu trữ ngày 18 tháng 7 năm 2011 tại Wayback Machine